# Дільник частоти

Схема дільника частоти на T-тригерах

Дільник частоти (англ. Frequency divider) — електронна схема, яка приймає вхідний сигнал з частотою {\displaystyle f_{in}}, і генерує на виході сигнал, частота якого в {\displaystyle n} разів менша за частоту вхідного сигналу:
{\displaystyle f_{out}={\frac {f_{in}}{n}},}
де {\displaystyle n} — ціле число, на яке виконується ділення.
Для ділення частоти використовують електронні лічильники (тригери), генератори гармонічних коливань, регенеративні пристрої тощо.

## Застосування
Дільники частоти застосовуються в системах фазового автопідстроювання частоти (ФАПЧ), в синтезаторах частоти, в телевізійних пристроях синхронізації генераторів розгорток, у кварцових і атомних годинниках для генерації частоти, кратної частоті опорного сигналу.